# Christopher Blenkinsop
Christopher Blenkinsop (* 7. März 1963 in Manila, Philippinen als Christopher Johann Philip Blenkinsop-Gerke) ist ein deutscher Musiker und Produzent.
Der Sohn einer englischen Mutter und eines deutschen Vaters wuchs in Kairo, Casablanca, Teheran und Jakarta auf, bevor seine Familie Ende der 1970er Jahre nach Deutschland umsiedelte. Nach dem Abitur 1983 in Leverkusen zog er nach Berlin, wo er seither lebt und als Komponist, Arrangeur und Multiinstrumentalist tätig ist. Er ist Gründungsmitglied der Berliner Band 17 Hippies. Er ist ein Großneffe von Arthur Blenkinsop.
Er ist Gründer und Geschäftsführer der Tyfoo Musikverlagsgesellschaft mbH.

## Arbeiten
- 1990–1993, Bassist und Akkordeonist von John Kennedy & the Honeymooners
- 1990–1992, Arrangeur, Bassist und Akkordeonist der Sidewalk Poets
- 1992 – Pflasterhymnen, Reinecke Fuchs Theater (Musik, Arrangements und Akteur)
- 1996 – Verzauberte Brüder, Brandenburger Theater (Musik, Musikalische Leitung)
- 1997 – Rocky Horror Picture Show, Brandenburger Theater (Regie und Arrangements)
- 1999 – Leben in dieser Zeit, Münchner Kammerspiele (Regie und Musik)
- 2000 – Golem, Münchner Kammerspiele (Buch, Regie und Musik)
- 2000 – Halbe Treppe, Kino (Musikalische Leitung)
- 2003 – Der dritte Polizist, Bayerisches Staatsschauspiel (Regie und Musik)
- 2003 – Cowgirl, Kino (Musik)
- 2005 – Blindes Vertrauen, ZDF (Musik)
- 2005 – Double Trouble, Sat1 (Musik)
- 2006 – Heiratsschwindlerin mit Liebeskummer, Sat1 (Komposition musikalische Mitarbeit)
- 2006 – Kasimir und Karoline, Deutsches Theater in Berlin (Musikalische Leitung)
- 2009 – Baumeister Solness, Stadttheater Gießen (Musik)
- 2009 – Familienaufstellung, Tatort, ARD (Komposition und musikalische Mitarbeit)
- 2023 – Arturo Ui, Aufbruch Gefangenentheater (Musikalische Leitung)
- 2024 – Dreigroschenoper, Aufbruch Gefangenentheater (Musikalische Leitung)